# Esperantoförbundet i Finland
Esperantoförbundet i Finland, på finska Suomen Esperantoliitto och på esperanto Esperanto-Asocio de Finnlando (EAF), är en finländsk förening som samordnar finländska esperantisters aktiviteter och syftar till att sprida information om Esperanto i Finland och främja språkets användning. Förbundet fungerar som landsorganisation i Universala Esperanto-Asocio.
Förbundet grundades den 28 april 1907 i Helsingfors, då uttryckligen enbart med det esperantiska namnet, som är detsamma än idag. Det svenskspråkiga namnet registrerades 1920, men kom bort då stadgarna igen ändrades 1965.
Esperantoförbundet har något under 400 medlemmar, direktmedlemmar samt medlemmar via 11 medlemsföreningar av vilka 8 är lokala och 3 landsomfattande (Finlands Esperantoungdomsförbund rf, Lärarnas esperantoförening i Finland rf och de blindas esperantoförening Steleto, vars namn betyder ”Lillstjärna”).
Esperantoförbundets förste ordförande 1907–1912 var poeten och översättaren Nino Runeberg. Därefter följde färgfabrikören Albin Sandström och sedan Hugo Salokannel. Forskningsresande språkforskaren och diplomaten Gustaf John Ramstedt var fjärde ordförande 1936–1939.
År 2007 firade förbundet sitt 100-årsjubileum med jubileumsdag i Helsingfors den 28 april, Festivalo Arta Lumo i Kuopio 27 juli–1 augusti och symposiet ”Finland, esperanto och flerspråkighet i praktiken” i Vasa i oktober.

## Festivalo Arta Lumo
Festivalo Arta Lumo, ”Festival konstnärligt/konstgjort ljus”, var en festival som arrangerades av Esperantoförbundet i Finland i Kuopio 27 juli–1 augusti 2007 för att fira dess 100-årsjubileum.
Festivalen arrangeras delvis som en del av den esperantokulturtradition som skapats i Norden genom Kultura Esperanto-Festivalo, men skilde sig i koncept såtillvida att även översatt esperantokultur hade en framträdande roll (utöver kultur med esperanto som originalspråk). I samband med festivalen var det även möjligt att lära sig esperanto på olika nivåer, även på nybörjarnivå.

## Ordförande
| Period     | Ordförande                       | Personinfo                                   |
| ---------- | -------------------------------- | -------------------------------------------- |
| 1907-1912  | Nino Runeberg (1874–1934)        | poet, filolog, Johan Ludvig Runebergs sonson |
| 1912-1926  | Albin Sandström (1883–1952)      | färgfabriksdirektör                          |
| 1926-1936  | Hugo Salokannel                  |                                              |
| 1936-1939¹ | Gustaf John Ramstedt (1873–1950) | upptäcktsresande, språkforskare, diplomat    |
| 1939-1950¹ | Uuno Pesonen (1892–1978)         | geodet                                       |
| 1950-1956  | Yrjö Kuorikoski (1903–1969)      | journalist                                   |
| 1956-1966  | Vilho Setälä (1892–1985)         | journalist, fotograf                         |
| 1966-1973  | Irja Klemola (1898–1995)         | rektor, barnboksförfattare¹                  |
| 1973-1975  | Pekka Virtanen                   |                                              |
| 1975-1985  | Oskari Lehtivaara (1909–1995)    | ordförande Steleto, medgrundare LIBE¹        |
| 1985-1987  | Harri Laine (1949–)              | redaktör                                     |
| 1987-1992  | Jukka Laaksonen                  |                                              |
| 1992-1994  | Synnöve Mynttinen                |                                              |
| 1994-1998  | Jukka Pietiläinen (1966–)        | doktor socialvetenskap                       |
| 1998-2002  | Jukka Laaksonen (andra gången)   |                                              |
| 2002-2008  | Anna Ritamäki (1968–)            | journalist                                   |
| 2008-2022  | Tuomo Grundström (1952–)         | speciallärare                                |
| 2022-      | Juha Metsäkallas                 |                                              |

1) Vidare information:
LIBE står för Ligo Internacia de Blinda Esperantistoj, ungefär ”Blinda esperantisters internationella förbund”, grundat 1950.
Det finns olika uppgifter om Ramstedts och Pesonens ordförandeperioder. Enligt EAF:s webbsida var Ramstedt ordförande 1936–1941 och Pesonen 1941–1950, men enligt Jouko Lindstedt var Ramstedt ordförande 1936–1939 (och därefter hedersordförande). Det finns också en uppgift att Ramstedt var ordförande några månader 1919, vilket han fick avbryta på grund av sitt diplomatuppdrag i Japan.

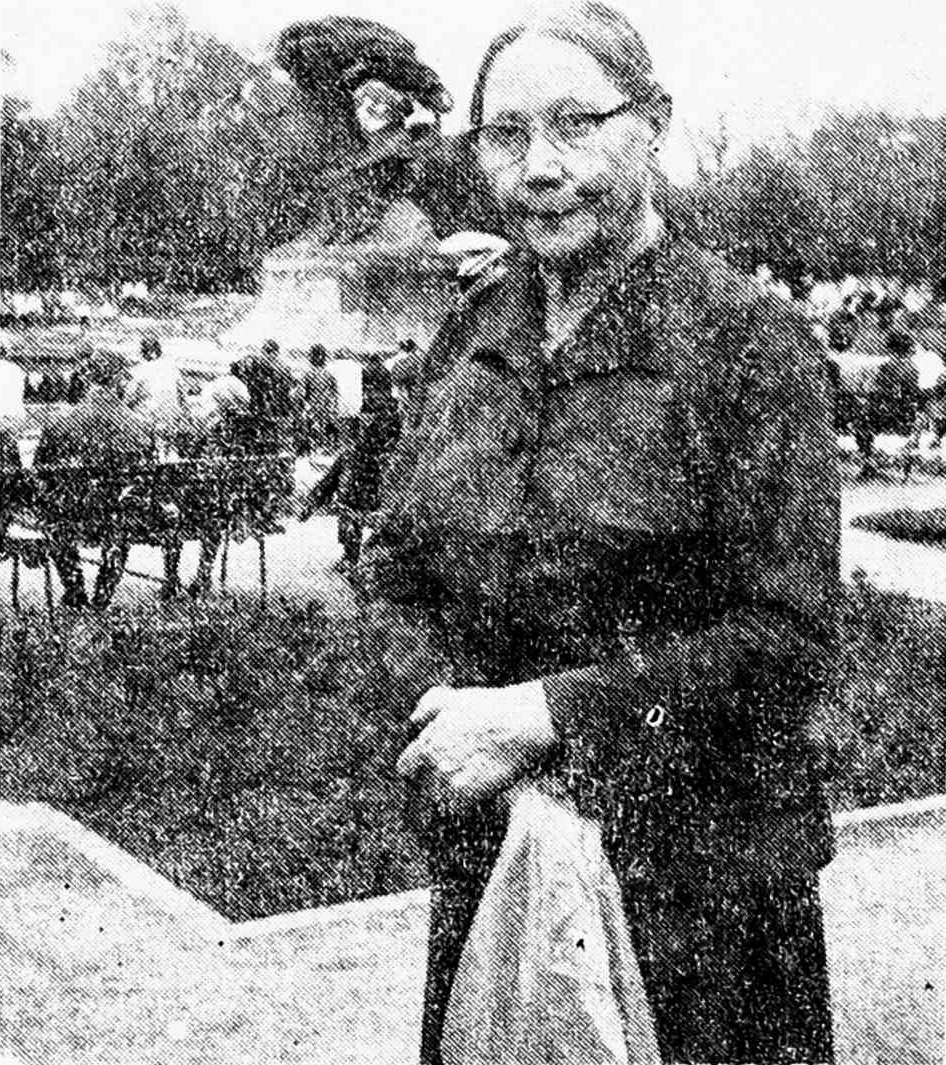
Irja Klemola i Warszava, 1971

Klemola, som arbetade som lärarinna och rektor, skrev barnböcker på finska och en finsk lärobok i esperanto. Hon ska också ha varit ordförande för Esperantoföreningen i Åbo och Astronomiska föreningen Ursas Åbo-avdelning, och styrelseledamot i Lärarnas esperantoförening i Finland. Asteroiden 1723 Klemola är döpt efter Irja Klemola och den amerikanska astronomen Arnold Richard Klemola.